# EBC Live News
『EBCライブニュース』（イービーシーライブニュース）は、テレビ愛媛で夕方に放送されている愛媛県向けのローカルワイドニュース番組。

## 番組概要
キー局・フジテレビが『Live News it!』をスタートさせることに伴い、2018年4月2日から1年間続いた『EBCプライムニュース』の後継番組として放送開始。
2025年4月1日よりカタカナ表記の『EBCライブニュース』に改題。
ニュースの動画配信は、かつてテレビ愛媛の公式ウェブサイトではなく、フジニュースネットワーク（FNN）の公式ウェブサイト「FNNプライムオンライン」ならびにYahoo!ニュース（Yahoo! JAPAN）において実施していたが、自社のウェブサイトを更新（HTTPS化）したことに伴い対応している（YouTubeのテレビ愛媛公式チャンネルでも対応）。

## キャスター
キャスターは全てテレビ愛媛のアナウンサー。

### 現在
平日版
- キャスター：（月・火）正本健太、曽我部愛麗、（水〜金）鈴木瑠梨、内木敦也
- 気象予報士：土井麻央佳（ウェザーマップ所属）

## 放送時間
いずれも日本時間（JST）。
平日版
- 月 - 金曜日 15:45 - 19:00（195分）
- 県内ニュースは17:06頃 - 17:12.30・18:09 - 18:45.30・18:55 - 19:00に放送。

週末版
- 土・日曜日 17:30 - 18:00（30分）
- 前半は『Live News イット!』を内包。